# Josef Pekárek (sochař)
Josef Václav Pekárek (28. září 1873 Praha-Holešovice – 13. prosince 1930 Praha-Nové Město) byl český sochař, medailér a grafik období secese a realismu.

## Život
Narodil se jako druhé ze čtyř dětí v katolické rodině Václava Pekárka, koželuha a krejčího kožených oděvů, a jeho manželky Barbory. V letech 1889–1894 studoval na Uměleckoprůmyslové škole v Praze pod vedením Celdy Kloučka a Josefa Václava Myslbeka. V letech 1896–1898 pokračoval ve studiu na pražské Akademii, v ateliéru Bohuslava Schnircha. Jako čerstvý absolvent vystavoval na výstavě Umělecké besedy v Rudolfinu a jeho sochy Poustevníka a sv. Vojtěcha byly kritikou chváleny. Roku 1899 si založil se štukatérem Dvořákem sochařskou dílnu a slévárnu sádrových odlitků v Praze-Nuslích. Od roku 1903 provozoval vlastní sochařský ateliér v Praze 2 v ulici Na Moráni čp. 1914/II. Vyučoval modelování na průmyslové škole v Jaroměři, od roku 1918 na Uměleckoprůmyslové škole v Praze. V letech 1898–1908 byl členem Spolku výtvarných umělců Mánes.

## Rodina
S manželkou Karlou/Karolínou, rozenou Burianovou (* 1876) měl čtyři dcery: Jiřinu (* 1901), Martu (* 1903), Karlu (* 1906), Helenu (* 1908) a syna, který zemřel jako novorozeně. Bydlel na Vinohradech.

## Dílo

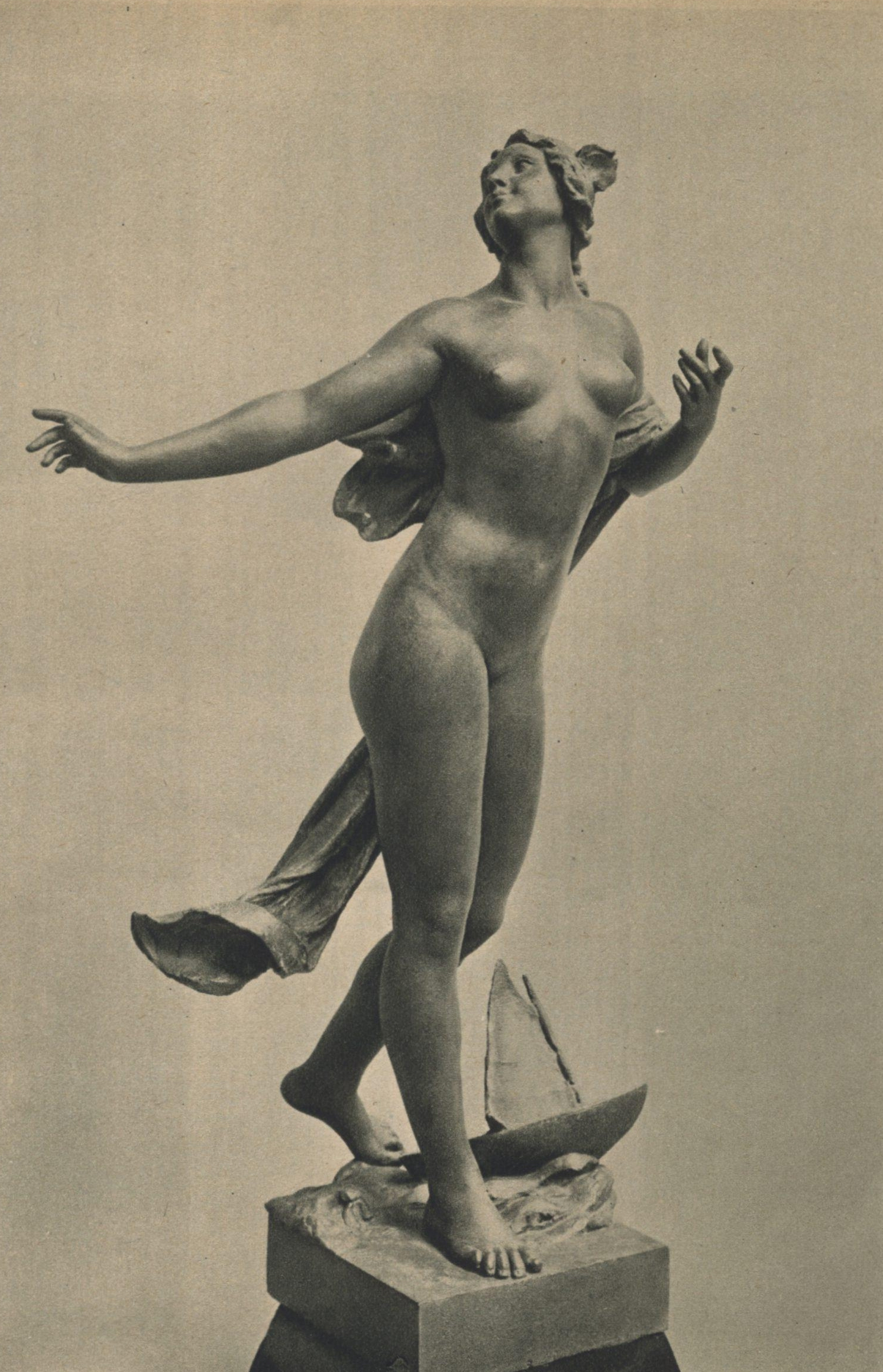
Josef Pekárek, Vltava (1927)

- Wenkeova hrobka, městský hřbitov v Jaroměři (návrh, model)[9]

### Sochy
- Socha císaře Františka Josefa I. v uniformě rytíře Řádu Zlatého rouna, bronz (1910), z dvorního salónu nádraží císaře Františka Josefa I., od roku 1932 vystavena v Lapidáriu Národního muzea; její kopie z roku 2004 stojí před Císařskými lázněmi ve Františkových Lázních
- Modeletto k téže soše císaře, patinovaná sádra (1908), v Lapidáriu Národního muzea;
- Alegorie Vltavy, 1928, bronzová ženská postava na Dětském ostrově v Praze; je doplněna reliéfy Berounky, Lužnice, Otavy a Sázavy[10]
- Sochy sv. Prokopa a sv. Vojtěcha pro tympanon kostela sv. Prokopa na Žižkově v Praze
- Dvě sousoší na budově Ministerstva dopravy v Praze II.
- Plastická výzdoba průčelí domu spolku Hlahol na Masarykově nábřeží v Praze
- Alegorická socha dívky ve Francouzské restauraci Obecního domu v Praze
- Socha Světlonoše na budově Vesny, školy pro ženská povolání, postavené podle návrhu arch. Antonína Pfeiffera v Brně v Jaselské ulici 9
- Žena s holubicí, realistická bronzová socha umístěná v parku Budyšínská, dříve v Husově třídě v Liberci

### Busty a dekorativní plastika
- Poprsí Egypťanek u pilířů schodiště a ženské maskarony v sále Národního domu na Smíchově; 1908–1909
- Wilsonův medailon na Wilsonově nádraží, bronz (Praha Hlavní nádraží)
- Busta T. G. Masaryka, bronz, sokl mramor[11]
- Alegorická socha dívky ve Francouzské restauraci Obecního domu v Praze
- Alegorická socha hudby v Měšťanské besedy v Plzni (nedochovala se)
- Reliéfy na budově II. české reálky na Mikulášském náměstí v Plzni

### Medaile
- Záslužná medaile II. mezinárodní farmaceutické výstavy v Praze; avers: sedící Hygeia, revers: znaky a nápisy; stříbro 1896
- Závěsná medaile s podobiznou císaře Karla IV. na aversu a hradem Karlštejnem na reversu, zlacená mosaz, Praha 1923

## Galerie

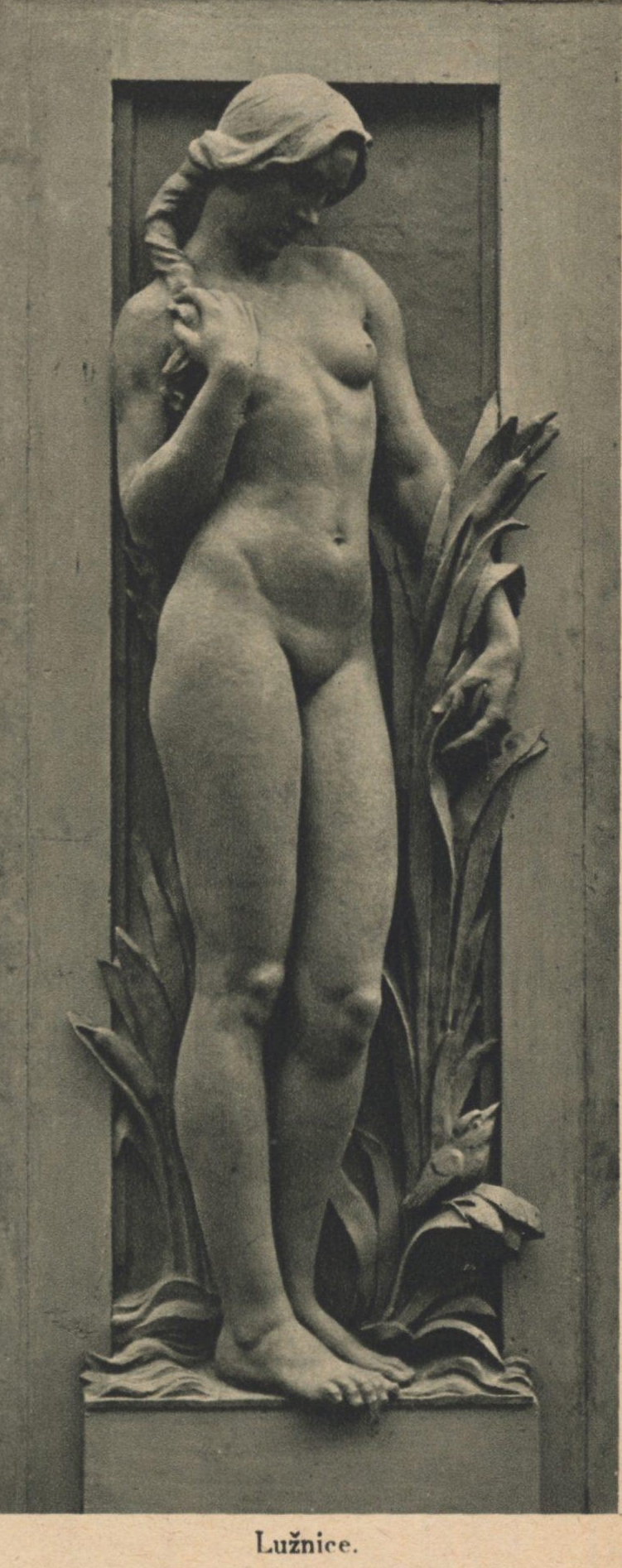
Josef Pekárek, Lužnice (1927)
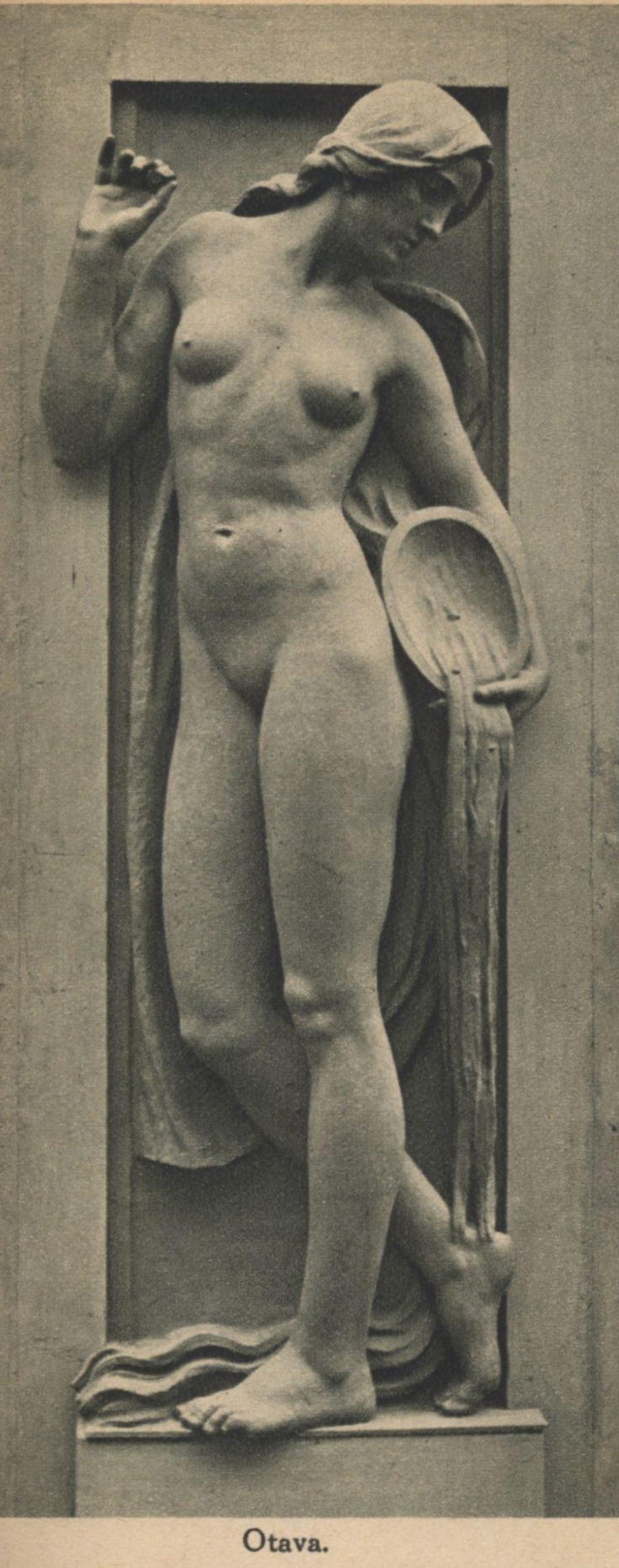
Josef Pekárek, Otava (1927)
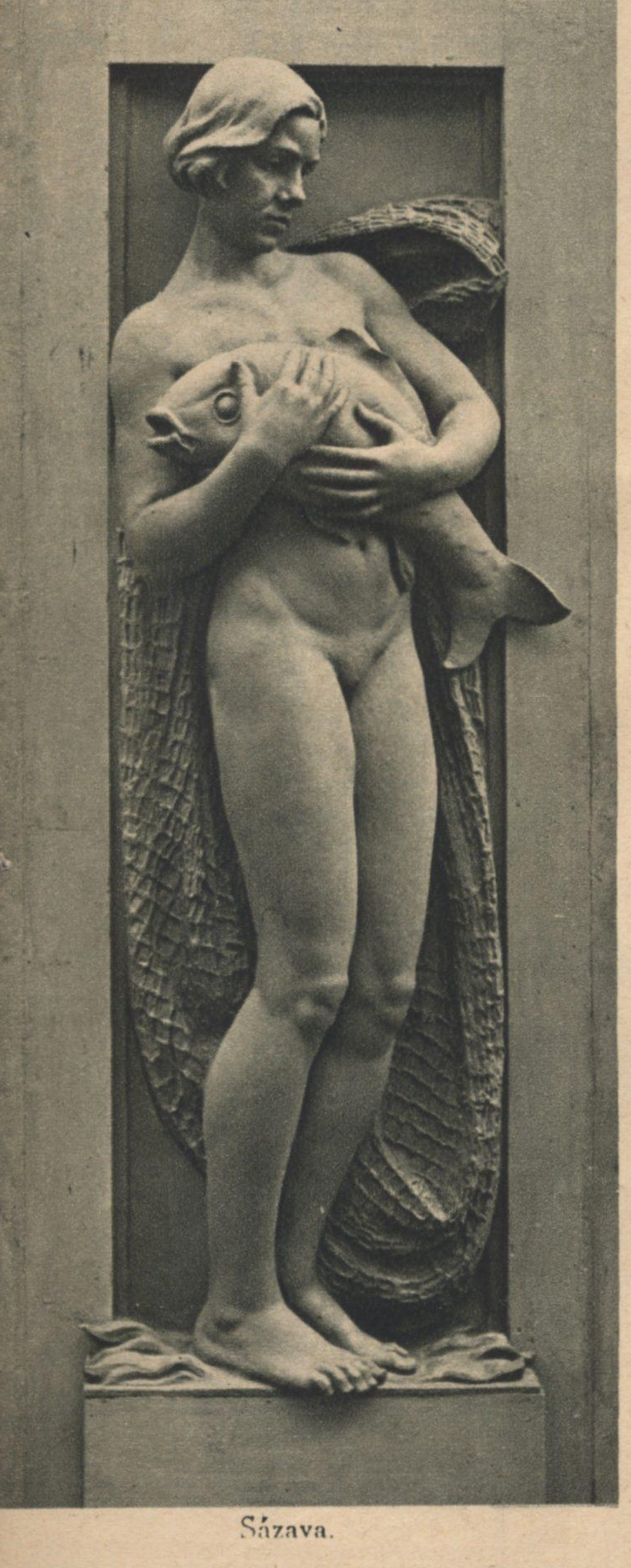
Josef Pekárek, Sázava (1927)
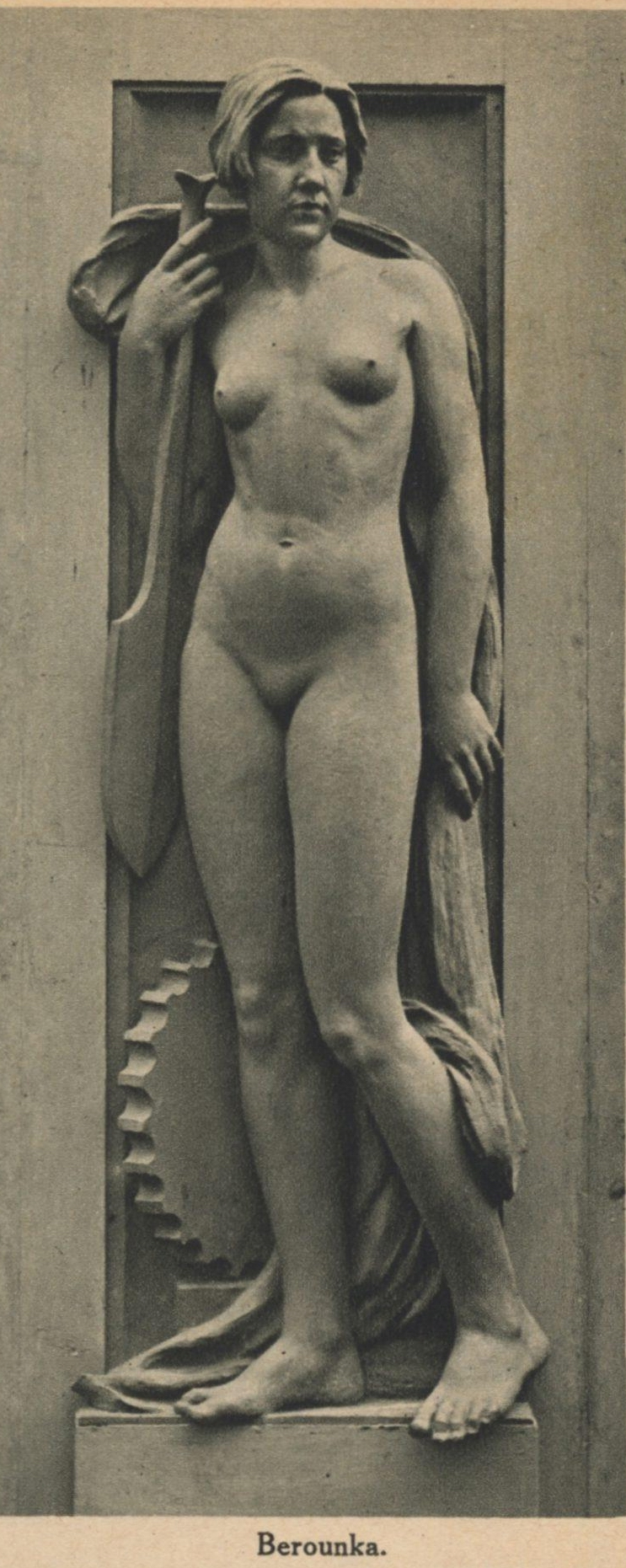
Josef Pekárek, Berounka (1927)
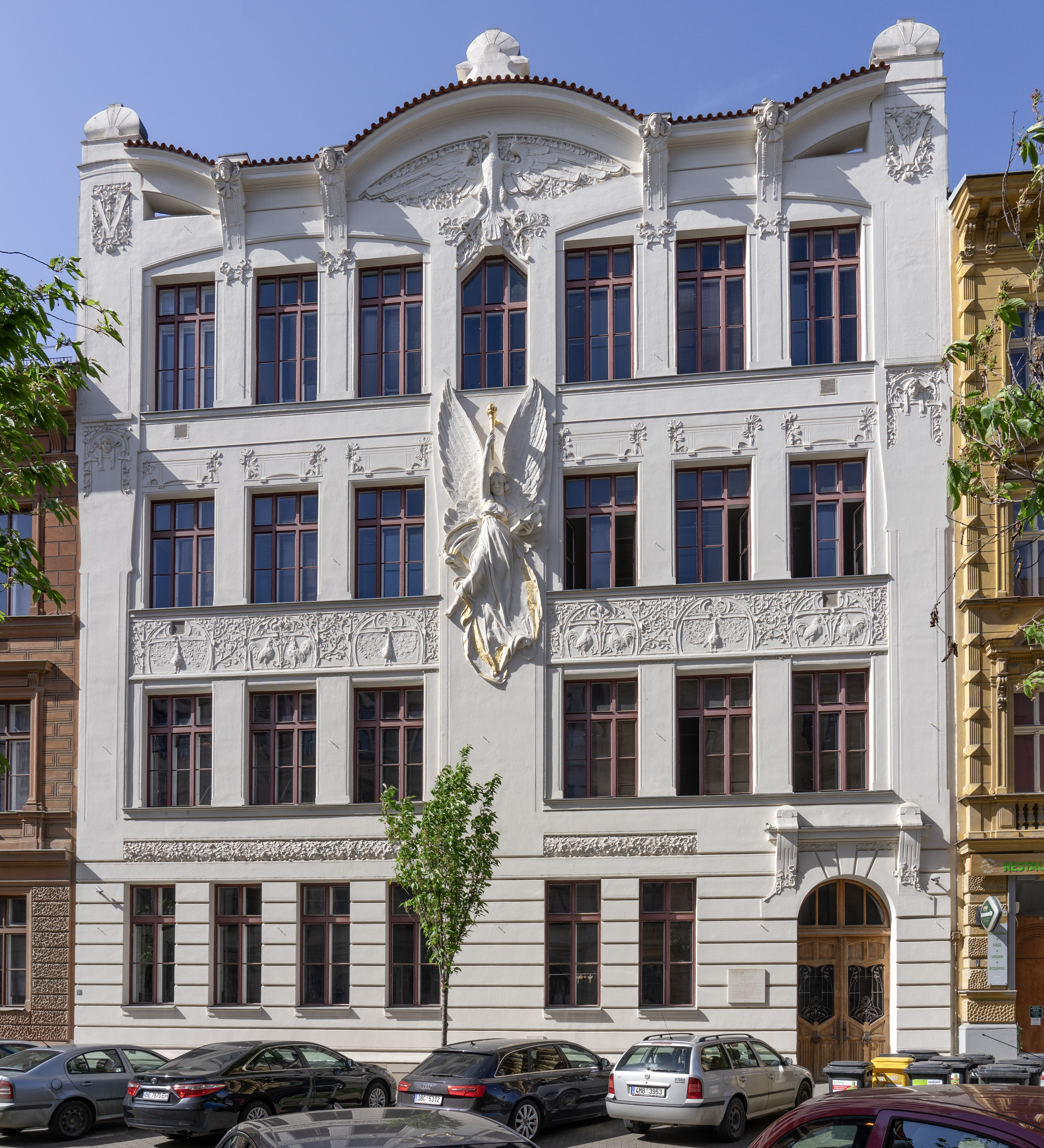
Budova Vesny se sochou Světlonoše
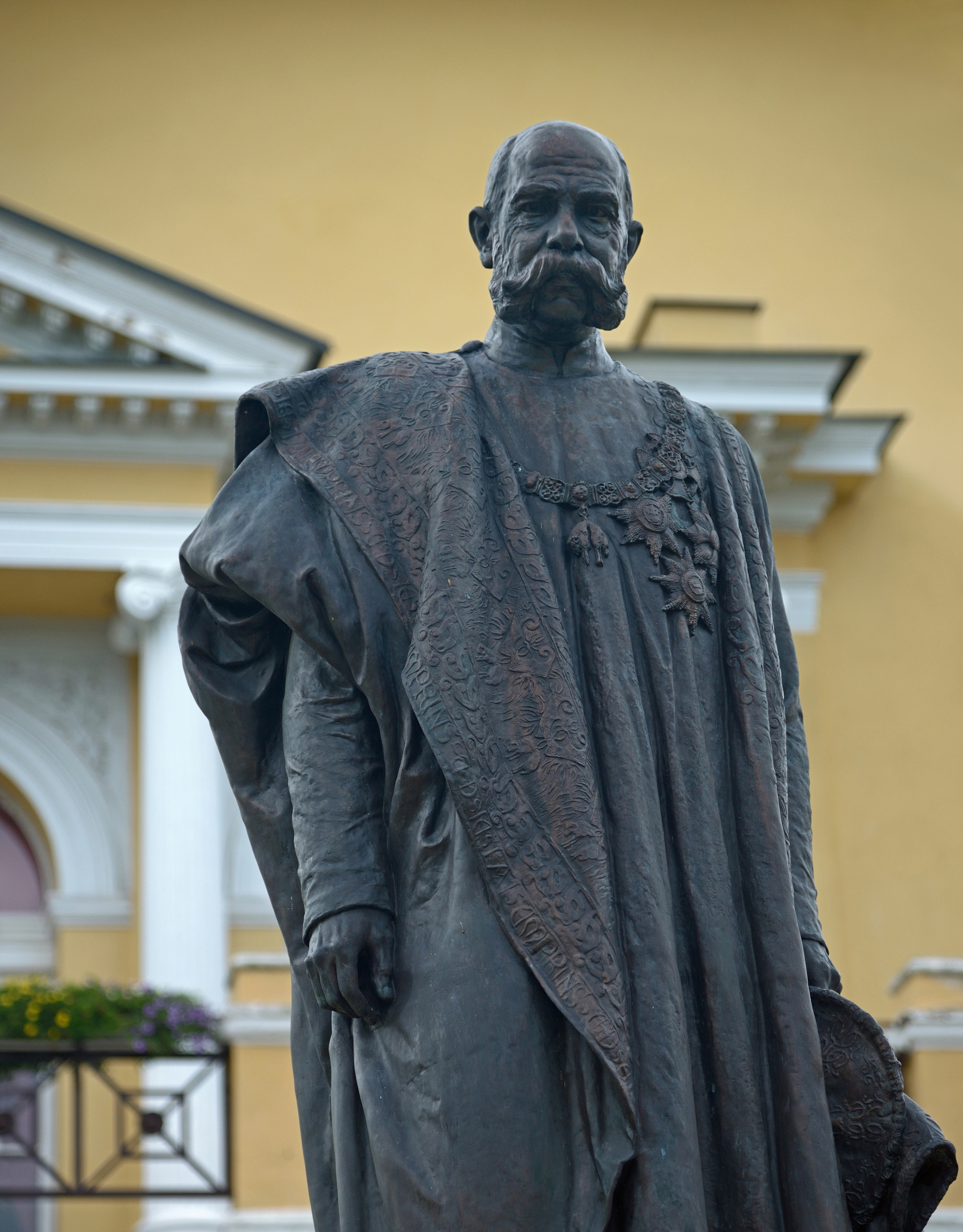
Socha Františka Josefa I.